# Diamond Corporation Alkali
Pour les articles homonymes, voir Diamond.

Diamond Corporation Alkali est le nom d'une ancienne entreprise chimique fondée le 21 mars 1910, par quatre industriels de la verrerie. 
Cette société était basée à Pittsburgh (Pennsylvanie) où opéraient ces verriers qui avaient comme premier objectif de produire eux-mêmes leur propre carbonate de soude. La société s'est rapidement créée une vaste usine chimique à Fairport Harbor (Ohio), qui fonctionnera plus de soixante ans en laissant des sites et sols pollués.
Après une large diversification dans le domaine de la chimie, l'entreprise s'est réorientée vers la pétrochimie, puis le secteur des énergies fossiles, dans des conditions défavorables qui semblent avoir entraîné son déclin.
En 1967, Diamond Alkali et Shamrock fusionnent pour former la Diamond Shamrock Corporation, laquelle fusionnera plus tard avec Ultramar Corporation pour donner Ultramar Diamond Shamrock Corporation qui sera en 2001 acquise par Valero Energy Corporation.

## Enjeux environnementaux
Diamond Alkali  a été jugé responsable de pollutions graves de l'air, de l'eau et d'une pollution durable des sols et sédiments, conduisant à son inscription dans le Superfund, dans la partie Ironbound de Newark (New Jersey) où Diamond a durant 10 ans - de 1951 à 1969 - produit environ 700 000 litres (820 000 gallons) d'herbicide défoliant dit agent orange utilisé par l'US Army durant la guerre du Viêt Nam. Cette usine avait la réputation d'avoir connu de nombreux accidents et de produire des herbicides de mauvaise qualité (les plus contaminés du marché par des sous-produits tels que les dioxines).
Par ailleurs, la firme aurait fréquemment déversé des « ratés de fabrication » (lots non conformes d'herbicide) dans le Passaic, cours d'eau longeant sa propriété.
Les sols, sous-sols, sédiments et environs de la propriété de l'ancienne usine n'ont été inclus dans le superfund qu'en 1984 laissant à une partie des polluants le temps de diffuser dans l'environnement. 
En 1986, Diamond Shamrock Corporation a accepté de verser 150 000 dollars pour une surface à bâcher (3 acres) particulièrement contaminée pour la prémunir d'envols de poussière toxique ou de lessivage par les pluies. Des études écotoxicologiques, un début de dragage des sédiments, et d'autres activités de dépollution sont en cours depuis 2010. 
En 2008, Tierra Solutions Inc. et Maxus ont fait valoir qu'elles n'étaient pas seules responsables et ont déposé une demande au tribunal réclamant que 300 autres partis (dont plus de 70 municipalités) portent une part de responsabilité pour avoir également pollué la voie navigable. 
En 2011, après 6 ans de procès contre l'État, et en vertu du principe pollueur-payeur, l'entreprise Occidental Chemical Corp. est mise en demeure de nettoyer les produits chimiques (dont dioxines) produits par l'ancienne usine Diamond Shamrock, qui polluent encore le site de Newark et la rivière Passaic où les « taux de dioxines mesurés dans les poissons et les crustacés de la rivière Passaic sont parmi les plus élevés rapportés dans le monde ». Les marées et courants ont disséminé la contamination jusqu'au barrage Dundee Dam situé entre Garfield et Clifton.
Le juge Sebastian Lombardi de la Haute Cour de justice de Newark a donné à l'entreprise une obligation de résultat, sans citer de chiffre, mais le coût de dépollution « pourrait atteindre des centaines de millions de dollars » ; le retour à un bon état écologique de la rivière est estimé nécessiter 2,3 milliards de dollars, sachant que l'État a déjà dépensé 120 millions de dollars pour un nettoyage d'urgence du cours d'eau, et que la première opération de dépollution évaluée en 2011 à 80 millions de dollars ne fait que commencer. Le juge devait se prononcer sur la responsabilité Tierra le 24 août. 
Le site n'est pas « orphelin » (il a des propriétaires solvables), mais son histoire juridique est complexe, car plusieurs sociétés concernées (Occidental/OxyChem, Tierra Solutions Inc. et Maxus Energy Corporation) ont hérité, a priori en connaissance de cause, de la responsabilité de Diamond Shamrock qui est une compagnie qui a depuis été pour partie divisée ou rachetée. Ce procès date de fin 2005 avec le dépôt de plainte de l'ancien commissaire DEP Bradley Campbell qui a déposé une plainte associée à une demande d'amende élevée en raison du manque d'empressement à dépolluer. Diverses ONG et personnalités locales ont soutenu le juge, bien que quelques acteurs (dont Ella Filippone de la Coalition Passaic River) aient aussi jugé que le procès freinait les chances que l'entreprise se lance dans une dépollution du site. L'EPA doit installer en 2011 des confinements de sédiments par mise en casiers de palplanches afin qu'ils ne soient pas remis en suspension dans le cours d'eau au moment des curages lourds. L'EPA doit aussi construire une usine spéciale en décembre 2011, pour séparer l'eau des sédiments toxiques et traiter ces derniers (pour confinement en décharge sécurisée probablement).

## Historique
Ces quatre verriers avaient réuni un capital important (1,2 million de dollars) qui leur a permis de construire à Painesville dans l'Ohio, au bord du lac Érié, leur première usine chimique, destinée à la production de soude.

## Chimie
Avant même que l'usine ne démarre, en 1912, les grands fabricants de soude nord-américains leur ont opposé une logique de cartel, en cassant les prix, mais la Première Guerre mondiale a fortement augmenté la demande en verre permettant à l'usine de prospérer. Elle s'est même étendue en 1918 avec une unité supplémentaire de production de bicarbonate de soude (pour le soda). 
La société alors dirigée par TR Evans a ensuite produit du silicate de soude grâce à la construction d'une nouvelle usine, en 1920 à Cincinnati. 
TR Evans a encore agrandi (en 1925) la première usine de Painesville pour y produire des carbonates de calcium, du ciment et du coke. 
Diamond semble avoir facilement traversé la crise de 1929, en inaugurant l'année 1929 une unité productrice de dichlore, mais Evans décède subitement en 1931. Il est remplacé par son fils Raymond F. Evans, chimiste, qui décide de développer la recherche dans l'entreprise. 
En 1933, le bénéfice déclaré de Diamond était de 3 millions de dollars (pour 13 millions de dollars de chiffre d'affaires).  
En 1936, Evans-fils a le projet de remplacer la chaux dolomitique utilisée pour produire la soude par une autre source tout en créant un nouveau sous-produit commercialisable (l'oxyde de magnésium), ce qu'il fait avant que la Seconde Guerre mondiale dope les commandes de magnésium (ingrédient principal des bombes incendiaires), poussant le ministère américain de la défense à demander à Evans de créer une nouvelle usine de production de magnésium. 
En 1942, en pleine guerre mondiale, Evans crée Diamond Alkali's, son premier laboratoire de recherche. 
Il devient en 1943 directeur général de l'entreprise et rapidement vice-président exécutif puis président-directeur général. 
Le contexte économique lui est très favorable, car la réglementation environnementale ne freine pas encore les activités polluantes et la demande de chlore pour les matières plastiques, pesticides et autres biocides  augmente rapidement. Trois ans après, Evans lance une seconde usine de production de chlore et de soude caustique  (à Deer Park, à Houston), élargissant sa production à des détergents. 
En 1948, le siège social de Diamond est déplacé de Pittsburgh à Cleveland (Ohio). 
Diamond Alkali's se lance ensuite aussi dans la production d'acide chromique, de perchloroéthylène (puissant solvant industriel pour nettoyage à sec qui s'avèrera toxique et cancérigène) et de méthanes chlorés comme le tétrachlorure de carbone. 
L'entreprise pénètre le marché des pesticides en achetant Kolker Chemical Works, et devient productrice importante de chlorure de méthyle, chlorure de méthylène et chloroforme en achetant Belle Alkali Company (Virginie occidentale), avant de construire une nouvelle usine de pesticides au Mexique.
Profitant de son savoir-faire dans le domaine du chlore, la société s'ouvre aussi à une production de matière plastique (PVC) à Deer Park.
En 1951, un centre technique de recherche est ouvert à Painesville, suivi 10 ans plus tard (1961) d'un laboratoire et centre de recherche à Concord. 
La société prospère et peut acheter ses concurrents (Chemical Process Company, Fiber Chemical Corporation, Harte & Company, et Nopco Chemical achetés dans les années 1960). Elle achète puis revend une société métallurgique, puis crée une division produits chimiques spéciaux tout en continuant à augmenter ses gammes de produits chimiques industriels et de matières plastiques, ce qui nécessite la construction d'une nouvelle usine de chlore et soude caustique et PVC à Delaware City, dans le Delaware.

## 1965: Orientation vers la pétrochimie
Vers 1965, Evans s'intéresse à la pétrochimie. 
En 1967, il fusionne sa société à la Shamrock Oil & Gas qui était dirigée par l'ingénieur J. Harold Dunn à Pittsburgh. Cette société produisait du pétrole en quantité importante, et disposait aussi d'un réseau de stations-service dans le Sud-Ouest des États-Unis. 
De 1970 à 1975, grâce à l'argent du pétrole et du gaz de Shamrock, Raymond F. Evans construit à Baltimore une nouvelle usine de dioxyde de manganèse et une unité de chimie du chrome en Caroline du Nord. 
En 1976, malgré d'importants succès (140 millions de dollars de bénéfice pour un chiffre d'affaires de 1,4 milliard de dollars en 1976), le conseil d'administration de Shamrock diamond évince Evans et le remplace par un cadre de 44 ans, William H. Bricker (qui après une formation d'horticulteur avait travaillé pour California Spray et Chem-Agro avant d'entrer chez Shamrock diamond en 1969 pour y rapidement (en 7 ans) grimper tous les échelons hiérarchiques).  

## 1979: Déclin de l'entreprise
En 1979, William H. Bricker, contre l'avis d'Evans, décide d'orienter Diamons vers le secteur de l’énergie. 
Pour cela, il achète (250 millions de dollars) le producteur de charbon Falcon Seaboard Inc. et déplace le siège social de Cleveland à Dallas (Evans démissionne en signe de protestation), puis en 1981 achète (220 millions de dollars) un autre producteur de charbon Amherst Coal. 
Le marché est alors porteur (fin des Trente Glorieuses) et Bricker peut afficher un bénéfice record de 230 millions de dollars pour un chiffre d'affaires de 3,4 milliards de dollars.
Cependant, en 1982, une légère récession fait chuter le cours de l'énergie, causant 35 % de réduction de bénéfice pour la compagnie. 
Celle-ci investit néanmoins 161 millions de dollars en achat de droits de forage en mer de Beaufort (Alaska), créant une branche Beaufort Sea drilling, opération mal perçue par la bourse : l'action de l'entreprise passe en quelques mois de 40 à 17 $. 
En 1983, Bricker achète 1,5 milliard de dollars Natomas, une entreprise pétrolière de San Francisco au bord de la faillite. L'achat sera ensuite présenté par les économistes (Business Week, Wall Street Journal) comme une très mauvaise opération, les réserves de pétrole de Natomas ne justifiant pas le prix d'achat versé par Bricker pour le compte de l'entreprise. Mais on apprendra plus tard que l'évaluation de la valeur de Natomas avait été manipulé par le consultant et arbitragiste Ivan Boesky (qui sera jugé impliqué dans plusieurs scandales financiers) et par le conseiller en placement Kidder, Peabody & Co. (dit « Kidder Peabody »).
En fin d'année, la société connaît son premier déficit, de 60 millions de dollars, à cause des pertes faites dans ses projets offshore en Alaska.
En 1984, Bricker limite ses dépenses, et est en 1985 autorisé à vendre la société à Occidental Petroleum Corporation (pour 28 $ l'action). Il semble finalement préférer tenter de massivement racheter les actions de l'entreprise (en vendant des départements entiers dont ceux de l'industrie chimique). 
Hélas, les prix de l'énergie ne remontent pas et creusent le déficit porté à  605 millions de dollars fin 1985.
En 1986, Bricker refuse plusieurs offres de rachat (dont à 16 $ puis 20 $ l'action par T. Boone Pickens) puis il démissionne.

## Réorientation, avec recentrage sur les activités pétro-gazières
La société est alors être divisée en deux entités :
- Maxus Energy (pétrole, gaz naturel et des actifs de production de charbon) ;
- Diamond Shamrock (raffinage et négoce).

Prudential Insurance propose de racheter pour 300 millions de dollars d'actions (avec dividende annuel de 9,75 %) et réclame en échange trois sièges au conseil d'administration de Diamond, et un droit de veto sur d'éventuelles OPA. 
Diamond utilisera l'investissement de Prudential pour racheter 20 millions d'actions ordinaires.
Charles L. Blackburn (dirigeant de Shell Oil entré peu avant chez Diamond Shamrock) devient président et PDG de Maxus Energy.